# Nóráp
Nóráp es un pueblo ubicado en el distrito de Pápa, en el condado de Veszprém, Hungría.

## Superficie
Posee una superficie de 7,580 kilómetros cuadrados.

## Demografía
Hasta 2019 la población era de 199 habitantes, con una densidad de población de 26,25 habitantes por kilómetro cuadrado.